# Bill Hunter Memorial Trophy
Bill Hunter Memorial Trophy – nagroda przyznawana każdego sezonu najlepszemu obrońcy Western Hockey League. Nagroda wzięła swoją nazwę od Billa Huntera, założyciela WHL. Nagrodę przyznano po raz pierwszy w sezonie 1966–1967.

## Lista nagrodzonych
- 2016–2017: Ethan Bear, Seattle Thunderbirds
- 2015–2016: Iwan Proworow, Brandon Wheat Kings
- 2014–2015: Shea Theodore, Seattle Thunderbirds
- 2013–2014: Derrick Pouliot, Portland Winterhawks
- 2012–2013: Brenden Kichton, Spokane Chiefs
- 2011–2012: Alex Petrovic, Red Deer Rebels
- 2010–2011: Stefan Elliott, Saskatoon Blades
- 2009–2010: Tyson Barrie, Kelowna Rockets
- 2008–2009: Jonathon Blum, Vancouver Giants
- 2007–2008: Karl Alzner, Calgary Hitmen
- 2006–2007: Kris Russell, Medicine Hat Tigers
- 2005–2006: Kris Russell, Medicine Hat Tigers
- 2004–2005: Dion Phaneuf, Red Deer Rebels
- 2003–2004: Dion Phaneuf, Red Deer Rebels
- 2002–2003: Jeff Woywitka, Red Deer Rebels
- 2001–2002: Dan Hamhuis, Prince George Cougars
- 2000–2001: Christian Chartier, Prince George Cougars
- 1999–2000: Micki Dupont, Kamloops Blazers
- 1998–1999: Brad Stuart, Calgary Hitmen
- 1997–1998: Michal Rozsíval, Swift Current Broncos
- 1996–1997: Chris Phillips, Lethbridge Hurricanes
- 1995–1996: Nolan Baumgartner, Kamloops Blazers
- 1994–1995: Nolan Baumgartner, Kamloops Blazers
- 1993–1994: Brendan Witt, Seattle Thunderbirds
- 1992–1993: Jason Smith, Regina Pats
- 1991–1992: Richard Matvichuk, Saskatoon Blades
- 1990–1991: Darryl Sydor, Kamloops Blazers
- 1989–1990: Kevin Haller, Regina Pats
- 1988–1989: Dan Lambert, Swift Current Broncos
- 1987–1988: Greg Hawgood, Kamloops Blazers
- 1986–1987: Wschodnia dywizja – Wayne McBean, Medicine Hat Tigers; Zachodnia dywizja - Glen Wesley, Portland Winterhawks
- 1985–1986: Wschodnia dywizja: – Emanuel Viveiros, Prince Albert Raiders; Zachodnia dywizja  - Glen Wesley, Portland Winterhawks
- 1984–1985: Wendel Clark, Saskatoon Blades
- 1983–1984: Bob Rouse, Lethbridge Broncos
- 1982–1983: Gary Leeman, Regina Pats
- 1981–1982: Gary Nylund, Portland Winterhawks
- 1980–1981: Jim Benning, Portland Winterhawks
- 1979–1980: Dave Babych, Portland Winterhawks
- 1978–1979: Keith Brown, Portland Winterhawks
- 1977–1978: Brad McCrimmon, Brandon Wheat Kings
- 1976–1977: Barry Beck, New Westminster Bruins
- 1975–1976: Kevin McCarthy, Winnipeg Clubs
- 1974–1975: Rick Lapointe, Victoria Cougars
- 1973–1974: Pat Price, Saskatoon Blades
- 1972–1973: George Pesut, Saskatoon Blades
- 1971–1972: Jim Watson, Calgary Centennials
- 1970–1971: Ron Jones, Edmonton Oil Kings
- 1969–1970: Jim Hargreaves, Winnipeg Jets
- 1968–1969: Dale Hoganson, Estevan Bruins
- 1967–1968: Gerry Hart, Flin Flon Bombers
- 1966–1967: Barry Gibbs, Estevan Bruins